# Landhuis Chobolobo
Landhuis Chobolobo (ook wel Uitzicht, Lest den Dorst en De Zoutpan) is een voormalig plantagehuis in Curaçao. In het landhuis is de destilleerderij van Curaçaolikeur van Senior & Co. gevestigd.
Chobolobo ligt iets ten oosten van het Schottegat, in het noordoosten van Punda. Het landhuis is prima onderhouden en nog in oorspronkelijke staat. Het heeft een tuitgevel en twee verdiepingen: de onderste verdieping is vierkant en de bovenste verdieping heeft een L-vorm. Op de bovenste verdieping rust een zadeldak met zwarte dakpannen zonder dakkapellen. In de ontbrekende hoek bevindt zich een lessenaarsdak, hieronder ligt de keuken. 
Het landhuis werd in de achttiende eeuw gebouwd en was een buitenverblijf voor rijke kooplieden. Oorspronkelijk bevond het zich op een zoutplantage. In 1776 kwam het in bezit van de vrije mulat Anna Mattheeuw. Het heette toen Sebollobo (vrijheid), een naam met een indiaanse achtergrond. Uiteindelijk is Sebollobo omgezet in Chobolobo.
In 1947 kocht Senior & Co. het landhuis. Senior & Co. bezat een larahakwekerij op Klein Kwartier en maakte van de zure larahasinaasappels Curaçaolikeur. De likeurdestilleerderij is sindsdien gehuisvest in Chobolobo. Bij een restauratie in 2014 werden in de oude opslagloodsen een museum en informatiecentrum ingericht. Achter het landhuis kwam een café.